# Glyptopleura
Glyptopleura es un género botánico con dos especies de plantas herbáceas perteneciente a la familia Asteraceae. Es originaria de  Norteamérica. El género fue descrito por Daniel Cady Eaton y publicado en United States Geological Expolration [sic] of the Fortieth Parallel. Vol. 5, Botany 207, pl. 20, f. 11-18, en el año 1871.

## Descripción
Es una planta anual que alcanza los 6.1 cm de altura, es de bajo crecimiento, densamente cespitosa. Tallos  postrados, simples o ramificados, glabros. Las hojas son basales y caulinares, abundantes, pecioladas o sésiles; hojas basales oblanceoladas ±, los márgenes dentados o pinnado-lobuladas; caulinares progresivamente reducidas a oblanceoladas. Involucros cilíndricos a urceolado, de 3-8 + mm de diámetro. Floretes con corolas de color blanco a amarillo pálido, adquieren una coloración rosa-púrpura (especialmente cuando están secos). Tiene un número de cromosomas de: x = 9. 
Algunas fuentes consideran que Glyptopleura setulosa es una especie separada, mientras que otros consideran que es una variante de G. marginata y el género como monotípico. Esta planta crece bajo el suelo de una roseta basal plana de color verde de hojas lobuladas con llamativos y duros bordes blancos. Es rica en savia lechosa. Las flores son liguladas, teniendo largas lígulas con puntas dentadas, que pueden ser de color blanco, crema o amarillo pálido. Esta especie es nativa del suroeste de los Estados Unidos.

## Especies
1. Glyptopleura marginata D.C.Eaton in Watson, Botany [Fortieth Parallel]: 207. 1871
2. Glyptopleura setulosa A.Gray in Proc. Amer. Acad. Arts 9: 211. 1874